# Ungulilaimella bulbosa
Ungulilaimella bulbosa är en rundmaskart som beskrevs av Allgen 1958. Ungulilaimella bulbosa ingår i släktet Ungulilaimella och familjen Microlaimidae. Inga underarter finns listade i Catalogue of Life.